# دره کیچیک-کمین
دره کیچیک-کمین (به لاتین: Kichi-Kemin Valley) یک دره در قرقیزستان است که در استان چوی واقع شده‌است.